# Залужаны (Самборский район)
Залужаны (укр. Залужани) — село в Новокалиновской городской общине Самборского района Львовской области Украины.
Население по переписи 2001 года составляло 386 человек. Занимает площадь 8,5 км². Почтовый индекс — 81472. Телефонный код — 3236.

## История
В 1946 году указом ПВС УССР село Татары переименовано в Залужаны.